# الشرج (المسيمير)

تعديل مصدري - تعديل

الشرج هي إحدى قرى عزلة المسيمير بمديرية المسيمير التابعة لمحافظة لحج، بلغ تعداد سكانها 28 نسمة حسب تعداد اليمن لعام 2004.